# Krijtenberg
Krijtenberg was een havezate ten oosten van het Nederlandse dorp Wijhe, provincie Overijssel.

## Geschiedenis
Oorspronkelijk was het goed, gelegen op de Wijermars, in handen van de familie Van Bakerweerde, die het in leen hield van de bisschop van Utrecht. Het betrof een zogenaamd borgleen, verbonden aan kasteel Ter Horst, van ruim 26 morgen groot. De familie Van Bakerweerde was al eind 14e eeuw actief in het kerspel Wijhe.
Rond 1400 had Hendrik van Bakerweerde het goed in handen, maar na zijn dood in 1414 ontstonden er problemen over het bezit van het goed.

### Familie Krijt
In 1439 eindigden de eigendomsruzies toen Hille, echtgenote van Evert Krijt, met het goed werd beleend. In 1445 overleed Hille en werd hun zoon Gerrit eigenaar voor de helft van het goed. Zijn vader Evert zou in 1445 het versterkte huis hebben gebouwd, dat naar hem Krijtenberg zou worden genoemd. Gerrit deed in 1448 zijn deel van het goed over aan zijn broers en zusters, maar vader Evert behield het recht om op het huis te blijven wonen. Wel vestigde Evert in datzelfde jaar op een deel van het goed een hypotheek ten behoeve van Johan Petersen van Haeften.

### Van Mouwick
In 1451 werd Johan Petersen van Haeften eigenaar van het volledige goed Krijtenberg. Hij liet het goed na aan zijn dochter Kunne, die het weer doorgaf aan haar zoon Willem de Quade. Waarschijnlijk hebben noch Van Haeften noch De Quade op de Krijtenberg gewoond, maar verbleven ze vooral in Deventer.
Willem de Quade schonk in 1504 de Krijtenberg aan zijn neef Peter van Mouwick, waarmee het huis in de familie Van Mouwick terecht kwam.
In 1585 bracht ritmeester Joachim Pruist schade toe aan de Krijtenberg en kapte de bomen die bij het huis stonden. Eigenaar Derk van Mouwick, magistraat in Deventer, was hier zeer ontstemd over.
Na Derks overlijden in 1586 kwam het huis aan zijn zoon Gerrit, die in 1581 gehuwd was met Agnes van der Beecke. Hun zoon Herman erfde vervolgens de Krijtenberg in 1634. Als havezate bood de Krijtenberg de eigenaar toegang tot de Ridderschap, maar Herman was katholiek gebleven en was daarom uitgesloten van deelname aan de Ridderschap. Herman van Mouwick overleed in 1638 en had per testament bepaald dat de havezate zou toekomen aan de nakomelingen van zijn neef Herman van der Beecke, de zoon van tante Ida van Mouwick. Zo kwam de Krijtenberg in 1640 in bezit van Johan van der Beecke.

### Ridderschap
Johan van der Beecke verzocht in 1649 de Staten van Overijssel om wegens de Krijtenberg te worden toegelaten tot de Ridderschap en de Staten van Overijssel, hetgeen werd gehonoreerd. Zijn zoon Herman van der Beecke werd in 1667 als riddermatige voor de landdag van Overijssel verschreven. Na Hermans overlijden in 1671 kwam de Krijtenberg aan zijn zus Anna Geertruid. Zij zou er met haar tweede echtgenoot ook daadwerkelijk gaan wonen. Uiteindelijk kwam de havezate na haar overlijden in 1719 aan haar zoon Johan Herman van Hemert (†1747), die sinds 1694 schout van Wijhe was.
De familie Van Hemert werd niet beschouwd als riddermatig, hetgeen een probleem vormde voor toelating tot de Ridderschap. Toen Johans zoon Gerrit Maurits van Hemert in 1749 een poging deed om toegelaten te worden, werd zijn verzoek dan ook afgewezen. Hij liet de Krijtenberg uiteindelijk in 1780 na aan zijn kinderen Daniël Adolf en Johanna Adriana.

### Verkoop

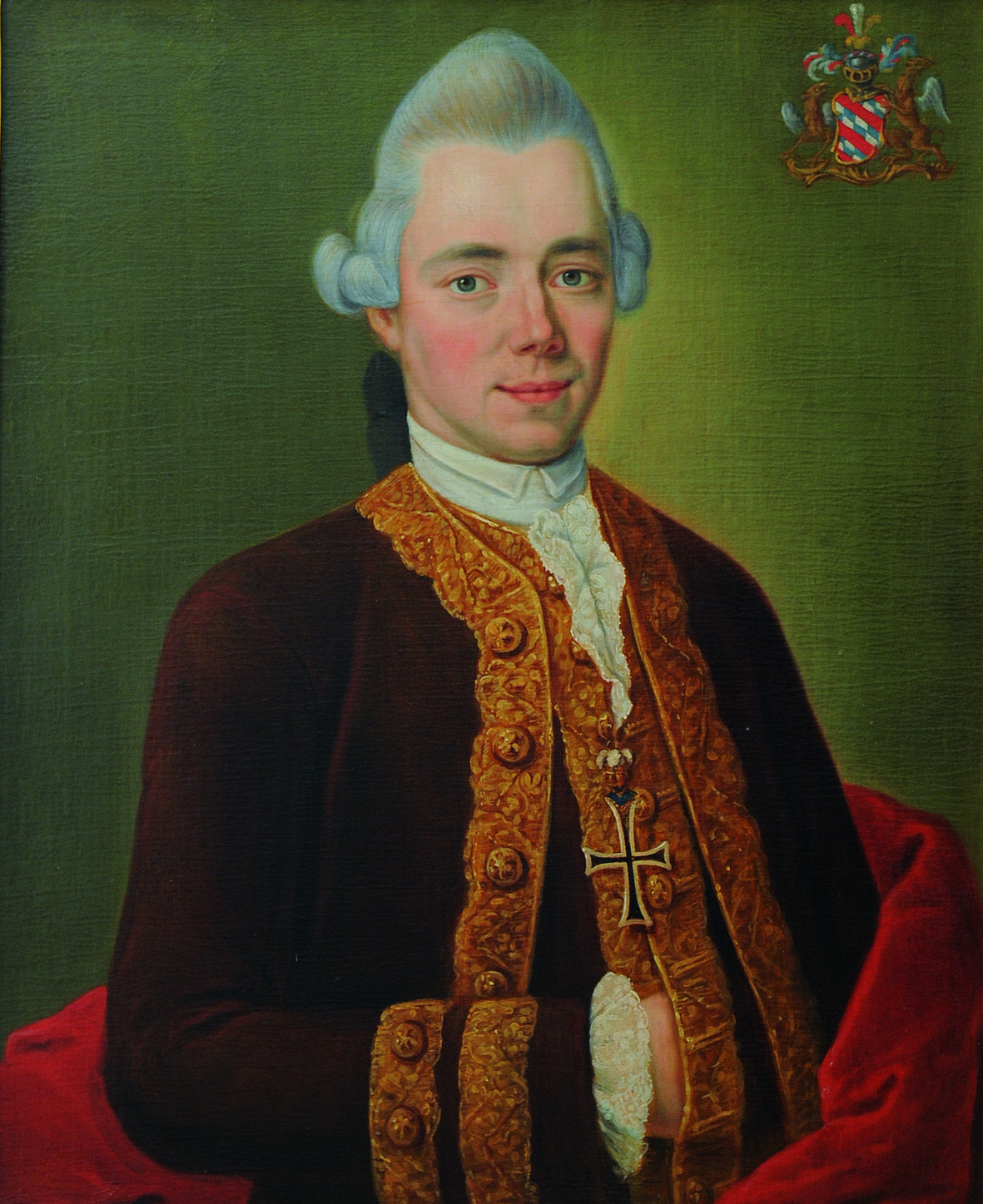
Frederik Gijsbert van Dedem, eigenaar van de Krijtenberg van 1805 tot 1820

In 1795 kwam er een einde aan het feodale stelsel. Hierdoor was het bezit van een havezate geen vereiste meer om deel te kunnen nemen aan het provinciaal bestuur. Daniël Adolf van Hemert en zijn zwager Coenraad Pruimers verkochten de Krijtenberg daarom per publieke veiling in 1805. Het goed werd hierbij in losse percelen opgesplitst die apart werden verkocht.

### Van Dedem
Het huis kwam bij de veiling van 1805 in bezit van Frederik Gijsbert van Dedem tot de Gelder. Hij liet het inmiddels vervallen geraakte huis renoveren, de grachten schoonmaken, het bouwhuis bewoonbaar maken en de toegangsweg van nieuwe bomen voorzien.
In 1820 erfde zijn zoon Anthony Boldewijn Gijsbert de Krijtenberg, maar hij liet het meteen publiekelijk verkopen ter afbraak. Hendrik Kroneman, een koopman uit Wijhe, betaalde 2000 gulden om het huis te mogen afbreken; Van Dedem behield overigens de oorspronkelijke huisplaats en de helft van de gracht, inclusief het collatierecht en het jachtrecht. De rest van de gronden werd aangekocht door de timmerman Gerrit van Vilsteren.

### De Gelder
De bezittingen gingen in 1906 over naar Willem Lodewijk baron de Vos van Steenwijk, tevens eigenaar van het nabijgelegen huis De Gelder. De erfgenamen van Gerrit van Vilsteren bleven in bezit bleven van de overige gronden.
In de Tweede Wereldoorlog is op het terrein een geschutstelling geplaatst met een loopgraaf. Bij het graafwerk toen zijn 16e-eeuwse kloostermoppen en leisteen gevonden.

## Beschrijving
In 1448 werd het huis in het leenregister omschreven als een steenhuis. Het bouwwerk zal op een ronde heuvel zijn gebouwd, omgeven door een tien meter brede gracht. Eigenaar Johan van der Beecke beweerde in 1649 dat de Krijtenberg zelfs ooit beschikte over torens, poorten en zware muren.
In 1717 waren er vier vuursteden. Het was daarmee een bescheiden huis.
Op een tekening uit 1730 van Cornelis Pronk is een omgracht bouwwerk te zien van drie evenwijdige vleugels. Deze vertonen geen restanten meer die wijzen op een middeleeuwse herkomst. Een landkaart uit 1781 toont eveneens het omgrachte huis, omgeven door een rechthoekige buitengracht.
De huidige boerderij dateert uit 1813 en bevat nog kloostermoppen die afkomstig zijn van de oude havezate.
Ahnem · Den Alerdinck · Arendshorst · Arkelstein · Averbergen · Beerze · Den Berg · Bergentheim · Blankena · Borgele · Boskamp · Boxbergen · Bredenhorst · Buckhorst · Campherbeek · Collendoorn · Den Dam · Dieze · Dingshof · Den Doorn · Hof te Dorth · Eerde · Egede · De Gelder · Gerner · Glinthuis · Gramsbergen · De Groote Scheere · De Grote Weede · De Haere · Haerst · Hagenvoorde · Heemse · Herxen · Hoenlo · Hofstede · 't Hogeholt · Hogenhof · 't Hoogehuis · Junne · Kranenburg · Krijtenberg · De Kuile · Het Laar · Langeveldslo · Leemcule · Luttenberg · Melenhorst · Mennigjeshave · Nijenhuis · Oosterveen (Junne) · Oosterveen (Nieuwleusen) · Den Ordel · De Pol (Olst) · De Pol (IJhorst) · Pothof · Rande · Rechteren · Het Reelaer · Rhaan · Rutenberg · Schoonheten · Schuilenburg · Vechterweerd · Velner · Venebrugge · Verborg · Voorst · Vrieswijk · Werkeren · Westerveld · Windesheim · Wittenstein · Wolfshagen · Zuthem
Den Aalshorst · Den Alerdinck · Huis Almelo · Arkelstein · Averbergen · Azoelen · Backenhagen · Bellinckhof · Den Berg · Huis Bergentheim · Beugelskamp · Beverfeurde · Blankena · Blokhuis · Hof te Boekelo · Borgbeuningen · Havezate Boskamp · Boxbergen · Borg Brammelo · Havezate Brecklenkamp · Bredenhorst · Buckhorst · Campherbeek · Colckhof · Den Dam · Huis Diepenheim · Dingshof · Dubbelink · Kasteel Eerde · Egede · Havezate Elsen · Everlo · Landgoed Frieswijk · Goor · Huis Gramsbergen · Grimberg · Grotenhuis · De Grote Weede · De Haere · Haerst · Hagmeule · Slot Hardenberg · Huis Heeckeren · Huis Hengelo · Herxen · Hofstede · Hogenhof · Hoikink · Hondeborg · Katenhorst · Kevelham · Kranenburg · De Kuile · Het Laar · Leemcule · Luttenberg · Mataram · Mennigjeshave · Nijenhuis (Diepenheim) · Nijenhuis (Olst-Wijhe) · Oldemeule · Oldenhof · Olidam · Oosterhof · Huis te Ootmarsum · Den Ordel · Pekkedam · Pothof · Rande · Kasteel Rechteren · Het Reelaer · Rhaan · Rutenberg · Huis Saasveld · Scherpenzeel · Havezate Schoonheten · Havezate Schuilenburg · Singraven · Stoevelaar · Kasteel Toutenburg · Twickel · Vechterweerd · Venebrugge · Kasteel Voorst · Kasteel de Waerdenborch · Warmelo · Weemselo · Wegdam · Weldam · Weleveld · Huis Werkeren · Westerflier · Westerveld · Wittenstein · Zuthem